# Жозеф Бальзамо
«Жо́зеф Бальзамо́» (фр. «Joseph Balsamo») — історико-біографічний роман  французького письменника Александра Дюма (батька), написаний у 1846—1849 роках у співавторстві з Огюстом Маке. Виданий у 1853 році. Є першим твором тетралогії «Записки лікаря», до якої також входять романи «Намисто королеви», «Анж Піту», «Графиня де Шарні». Роман описує життя відомого містика графа Каліостро через призму історичних подій доби Просвітництва.

## Історія
Автори працювали над романом «Жозеф Бальзамо» з 1846 по 1849 рік. В цей же період твір публікували окремим главами у газеті «Преса». Як окреме видання роман побачив світ у 1853 році. Він став першим у низці великих за обсягом романів про французьку революцію, об'єднаних під назвою «Записки лікаря».
З моменту першого видання роман неодноразово перевидавався різними європейськими мовами. В 1973 році за його сюжетом знятий мінісеріал «Жозеф Бальзамо», в якому головну роль зіграв видатний французький актор Жан Маре.

## Сюжет
Одна з масонських лож — ілюмінати — приймає до своїх лав нового члена, який виявляється тим лідером, на якого очікували століттями. У своїй промові він окреслює програму таємного товариства — повалення монархічного режиму по всій Європі, яке почнеться з Франції. Цей лідер за різних обставин називає себе то Ашаратом, то Жозефом Бальзамо, то графом Феніксом. Він стверджує, що живе багато тисяч років, а своїми знаннями зобов'язаний вчителю-алхіміку Альтотасу. Мандрує він у кареті разом зі старцем і молодою дружиною-італійкою Лоренцою. Під час мандрівки Альтотас нагадує учню, що до старого наближається природна смерть, від якої його може врятувати лише еліксир безсмертя. Тим часом Лоренца тікає, про це чоловіка сповіщає випадковий перехожий — юнак на ім'я Жильбер.

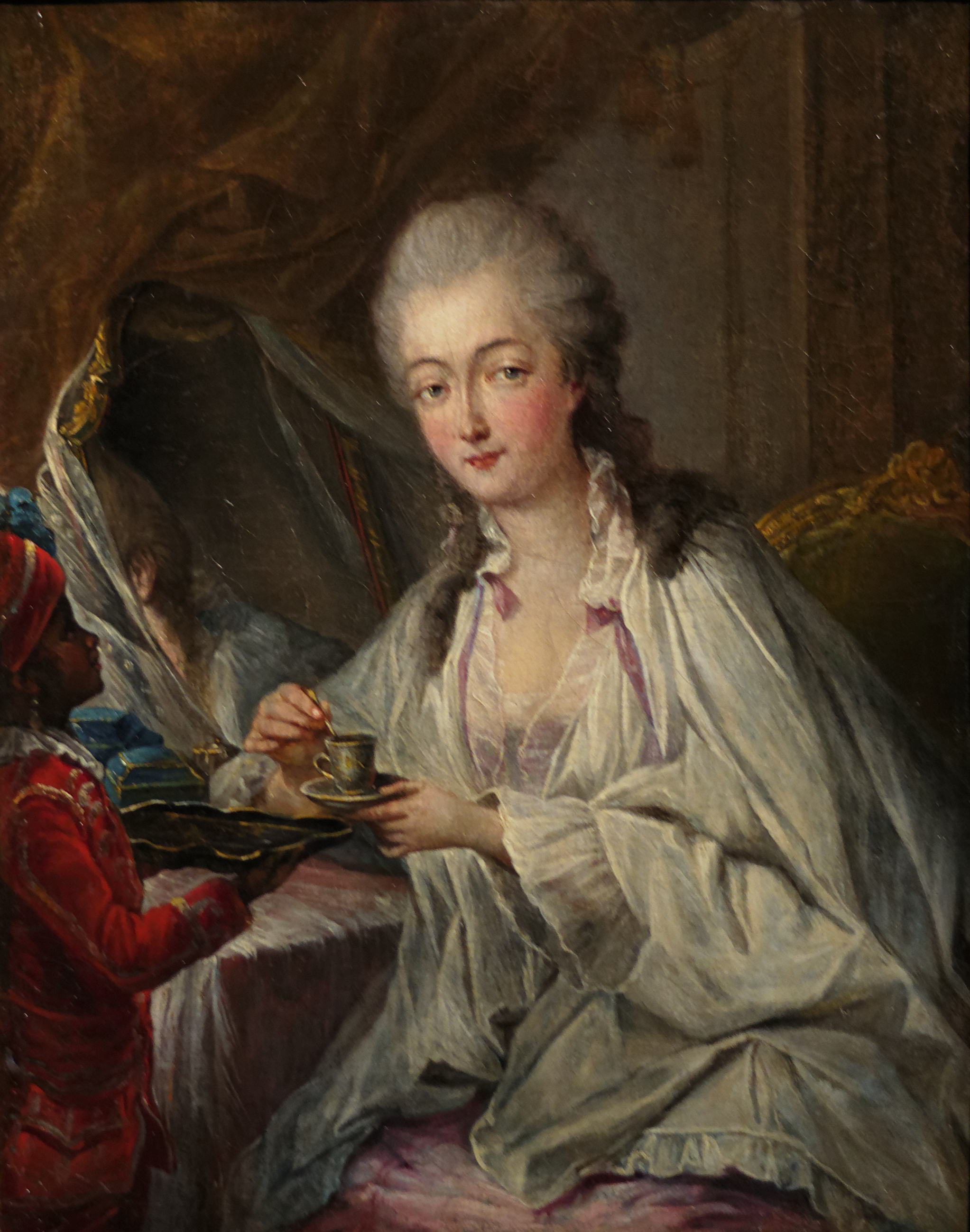
Жанна дю Баррі.

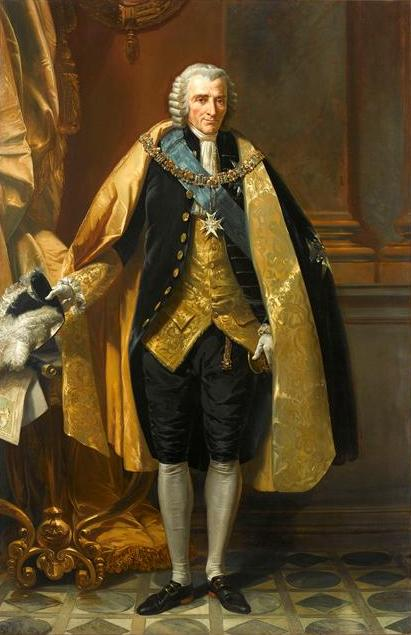
Герцог де Рішельє.

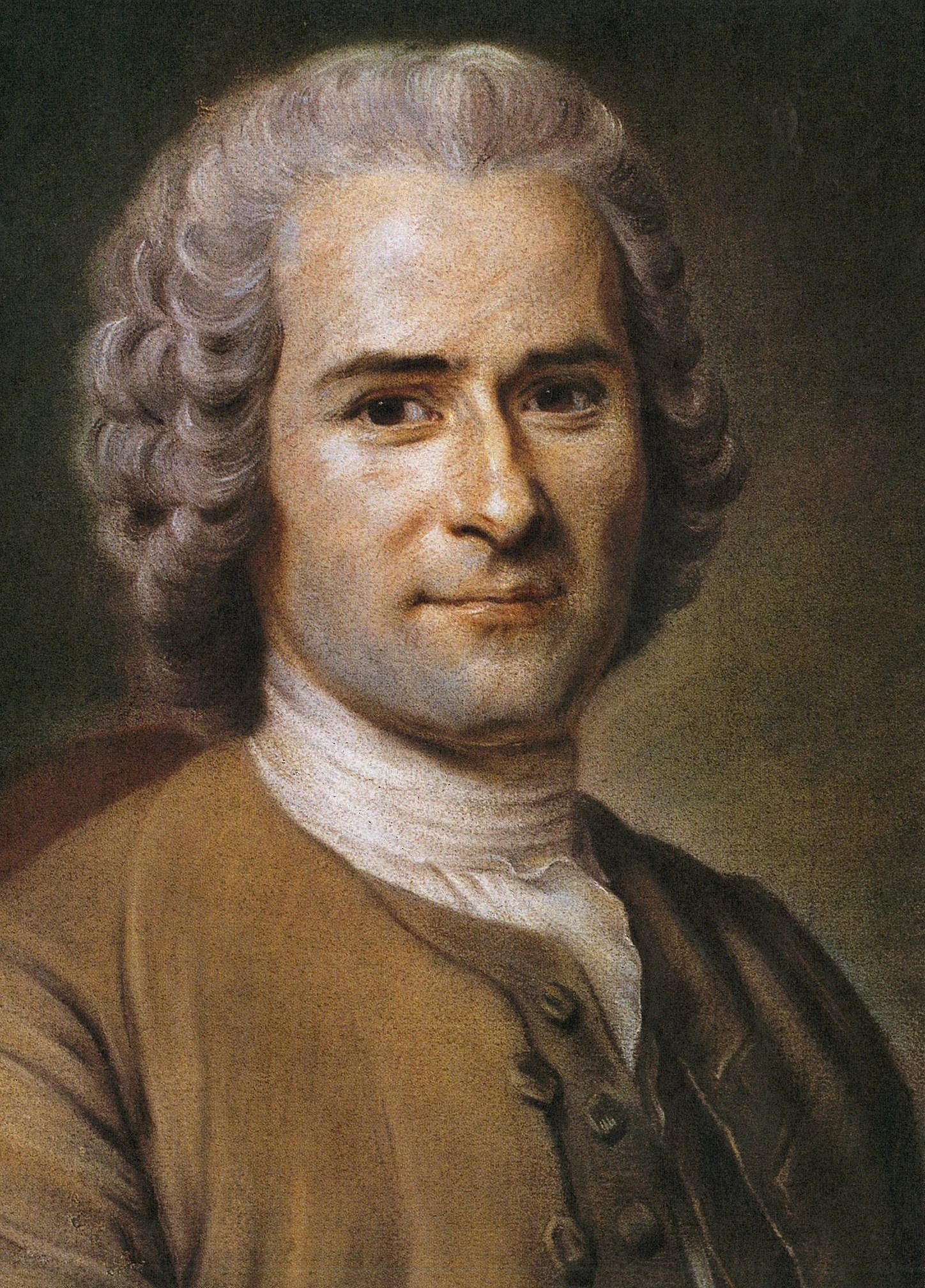
Жан-Жак Руссо.

Жозеф Бальзамо зупиняється на ночівлю в замку Таверне, в якому Жильбер живе бідним нахлібником. Замок насправді виявляється халупою скупого барона, чиє життя прикрашає тільки дочка-красуня Андреа. Жильбер закоханий у панну, однак вона зверхньо нехтує будь-якими знаками уваги з його боку. Після вечері Жозеф Бальзамо вводить Андреа у стан гіпнозу («магнетичний сон»), під час якого виявляється її талан ясновидиці. Дівчина несвідомо пророкує наближення впливової особи. Наступного ранку до замку завітала дофіна Марія-Антуанетта, що прямує до свого нареченого в Париж. У її почті син барона і брат Андреа Філіпп. Марія-Антуанетта наполягає на зустрічі з Бальзамо, який передбачає їй страшну долю і зникає. Незважаючи на лихі передчуття, дофіна бере із собою барона, Андреа і Філіппа. Жильбера кидають напризволяще.
Закоханий юнак пішки майже наздоганяє карету дофіни, але змучений голодом втрачає свідомість серед дороги. Його підбирає графиня Шон дю Баррі, що прямує разом із братом Жаном до своєї сестри — могутньої фаворитки Людовика XV мадам дю Баррі. На поштовій станції між Жаном і Філіппом де Таверне стається дуель, в якій останній чесно виграє. Таким чином дю Баррі стають ворогами де Таверне. Жильбер оселяється в будинку бідного парижанина, якого привернула допитливість і самозречення юнака. Цей добродій не хто інший як філософ Жан-Жак Руссо. Випадково виявляється, що мансарда Жильбера межує із паризькою домівкою де Таверне, отже кохана буде завжди перед очима обожнювача.
Лоренца шукає притулку у монастирі, настоятельці якого вона каже, що стала дружиною Жозефа Бальзамо з примусу. В цю мить з'являється граф Фенікс і непомітно вводить Лоренцу в транс. У цьому стані Лоренца щиро кохає графа, тому він забирає дружину із собою. Тим часом Жанна дю Баррі ревнує короля до молодої дофіни, побоюючись власної опали. Разом із герцогом де Рішельє вона відвідує графа Фенікса і отримує компромат на свого наймогутнішого ворога — міністра Шуазеля. Останнього відправляють у заслання. Герцог де Рішельє планує отримати міністерський портфель за допомогою своєї союзниці, натомість отримує облизня. Щоб помститися графині, герцог із бароном де Таверне знайомлять Людовика XV з Андреа. Як вони і передбачали, король не залишається байдужим до дівочої краси, наступний крок — ніч кохання, задля якої благочестиву Андреа просто присипляють.
Лоренца тікає з дому Ашарата разом із компрометуючими паперами, які показує начальнику поліції Антуану де Сартіну. Дізнавшись про її зникнення граф Фенікс приходить у відчай, але згадує про ясновидицю Андреа. Він викликає її магнетичними флюїдами до себе і та розповідає йому про плани Лоренци. За роковим збігом обставин граф, поспішаючи владнати свої справи, кидає Андреа у стані трансу, яким користається неодноразово знехтуваний Жильбер — в поєднанні відчаю і шаленого кохання він ґвалтує юну баронесу. На противагу цьому нещастю у Жозефа Бальзамо справи йдуть якнайкраще. Викликана ним Жанна дю Баррі просто забирає в де Сартіна увесь компромат, а граф знову повертає Лоренцу до свого дому. Деякий час вона опирається своєму заточенню, однак потім просить графа ввести її у транс назавжди, щоби мати можливість кохати його вічно. Він так і робить. У цю щасливу для подружжя пору Альтотас доведений до відчаю. Для створення еліксиру безсмертя йому необхідна кров немовляти або незайманої. Оскільки Ашарат відмовляється постачати йому такий товар, Альтотас самотужки вбиває Лоренцу (яку до цього часу вважав непорочною) і готує з її крові зілля. Граф Фенікс побачивши скоєне, повідомляє Альтотасу про справжній стан речей. Алхімік у розпачі спалює себе з усіма манускриптами.
Андреа де Таверне відчуває себе недобре. Лікар діагностує в неї вагітність, про цю новину дізнається Філіпп. Андреа вдається переконати брата у своїй невинності, але щоб розгадати загадку таємничого зачаття він звертається до Жозефа Бальзамо. Той вводить юнку в гіпнотичний сон, в якому вона несвідомо називає ім'я ґвалтівника. Філіпп із Андреа покидають королівський двір і залишаються у паризькій садибі. Егоїстичний барон де Таверне, переконаний, що дочка виношує королівське дитя, повертається до свого маєтку без почуття провини. А ось Жильбера докоряє совість. Він освідчується Андреа, щоби повноцінно виконувати батьківські обов'язки перед ненародженим немовлям. Андреа, що у свідомому стані не пам'ятала про своє ясновидіння, новина про батьківство Жильбера приголомшує. В гніві вона вкотре проганяє його, але цього разу ображений Жильбер хоче помститися «по-мудрому». Він викрадає новонародженого сина, влаштовує його на виховання до доброї сім'ї, забезпечує грошима на майбутнє (гроші йому дає Бальзамо). Сам подається до Америки на кораблі. Андреа, яка після народження сина, відчула потяг до материнства, після втрати нащадка йде до монастиря. Філіпп, залишившись один, вирішує емігрувати. Випадково він сідає на той же корабель, на якому пливе Жильбер. У плаванні під час зупинки на острові вони зустрічаються і Філіпп вбиває Жильбера.
Роман завершується сценою смерті Людовика XV і вигнання мадам дю Баррі, за якою спостерігають «другорядні» персонажі — філософ Руссо і лікар Жан-Поль Марат — провісники нової доби в історії Франції.

## Аналіз твору
У романі «Жозеф Бальзамо» яскраво проявляється зрілий талант Дюма-письменника і його особистий літературний стиль: поєднання вигаданої сюжетної лінії (відносини Андреа і Жильбера) з історичним тлом, яке створюють реальні персонажі. Характерно і те, що Жозеф Бальзамо, на честь якого названо книгу, виступає в ній не стільки головним героєм, скільки універсальною зв'язуючою ланкою, яку можна задіяти в будь-якій частині сюжету. Для цієї літературної ролі його справжнє життя, наповнене загадками і містифікаціями, підходить якнайкраще. Ані сучасники, ані дослідники, які вивчали біографію «великого копта», так і не дійшли твердого висновку, щодо того, ким саме був граф Каліостро. Цієї показової невизначеності дотримується і Александр Дюма. У романі він одночасно показує Жозефа Бальзамо шляхетним, чуйним, глибоко нещасним у приватному житті, але і рішучим, невблаганним, негуманним у справах суспільних.
Як і в інших своїх книгах, у цьому романі автор ретельно опрацьовує історичний матеріал, а тому подає його правдиво у найменших деталях. Так, невигаданими є епізоди з представленням мадам дю Баррі за участю графині Беарнської, описи Малого Тріанону, сімейного життя філософа Руссо, смерті короля. Взагалі, Александр Дюма, маючи природне психологічне відчуття, дуже точно відтворює характери історичних персонажів: безвідповідального і розпусного Людовика XV, веселої і впевненої у своїй красі Жанни дю Барі, хитрого і зрадливого герцога де Рішельє, його амбітного племінника д'Егійона та категоричного у своїй «любові» до простого народу лікаря Жана-Поля Марата. У вдачі кожного з цих героїв можна побачити зерна їхнього особистого майбутнього: король несподівано помре, в останню відмовившись від коханки так само легковажно, як і жив; самовпевнена мадам дю Баррі отримує не тільки опалу, але і страту; хірург Марат, що безжурно відсікає руки і ноги задля порятунку життя, згодом так само легко відсікатиме голови у запалі революційного терору. Глибина опрацювання історичного матеріалу у Дюма настільки велика, що цікавими є навіть другорядні і зовсім епізодичні постаті. Серед людей, що дійсно жили в ту добу, у романі описані або згадані алхімік Альтотас, дружина графа Фенікса Лоренца, майбутній король Людовик XVI, кардинал Луї де Роган, модистка Ніколь Леге, Вольтер, шведський містик Еммануїл Сведенборг, лікар Жозеф Гійотен, ботанік Бернар де Жюссьє.